# Corynebacterium diphtheriae
Corynebacterium diphtheriae je negibljiva, nekapsulirana, nesporogena gram-pozitivna paličasta bakterija z visoko vsebnostjo GC, ki se pojavlja v štirih biovarjih: gravis, mitis, intermedius in belfanti, kar temelji na kolonialni morfologiji in biokemičnih profilih. Je povzročitelj davice.

## Razvrstitev
Priznane so štiri podvrste: C. d. mitis, C. d. intermedius, C. d. gravis in C. d. belfanti. Štiri podvrste se nekoliko razlikujejo po kolonialni morfologiji in biokemičnih lastnostih, kot je sposobnost presnove določenih hranil, vendar so vse lahko toksigene (in zato povzročajo davico) ali netoksične. C. diphtheriae proizvaja davični toksin, ki spremeni delovanje beljakovin v gostitelju z inaktivacijo faktorja raztezanja EF-2. To povzroča faringitis in 'psevdomembrano' v grlu. Gen za davični toksin je kodiran z bakteriofagom, ki ga najdemo v toksigenih sevih, integriranim v bakterijski kromosom.
Za natančno identifikacijo C. diphtheriae izvedemo barvanje po Gramu, da pokažemo po Gramu pozitivne, visoko pleomorfne organizme brez posebne razporeditve. Za prikaz metakromatskih zrnc, ki nastanejo v polarnih območjih, se uporabljajo posebni madeži, kot sta Albertov madež in Ponderjev madež. Granule se imenujejo polarne granule, Babes Ernst granule, volutin granule itd. Za prednostno gojenje C. diphtheriae se uporablja medij za obogatitev, kot je Löfflerjev medij. Po tem diferencialna plošča, znana kot teluritni agar, omogoča vsem vrstam rodu Cornyebacterium (vključno s C. diphtheriae), da reducirajo telurit v kovinski telur. Zmanjšanje telurita je kolorimetrično označeno z rjavimi kolonijami za večino vrst Cornyebacterium ali s črnim halom okoli kolonij C. diphtheriae.
Za proizvodnjo toksinov je v mediju potrebna nizka koncentracija železa. Pri visokih koncentracijah železa se molekule železa vežejo na aporepresor na beta bakteriofagu, ki nosi gen Tox. Ko je vezan na železo, aporepresor ustavi proizvodnjo toksinov. Elekov test za toksičnost se uporablja za ugotavljanje, ali je organizem sposoben proizvajati toksin davice.

## Patogen in bolezen
Bolezen se pojavlja predvsem v tropskih regijah in nerazvitih državah, vendar je znano, da se pojavlja po vsem svetu. Osebe z oslabljenim imunskim sistemom, slabo imunizirani odrasli in necepljeni otroci so najbolj izpostavljeni tveganju za okužbo z davico. Med tipičnim potekom bolezni so prizadeta le zgornja dihala. V nazofaringealnem predelu se nabira debela, siva obloga, ki otežuje dihanje in požiranje. Bolezen ostane nalezljiva vsaj dva tedna po izginotju simptomov, znano pa je, da traja tudi do enega meseca. Najpogostejši poti vnosa C. diphtheriae so nos, tonzile in grlo. Posamezniki, ki trpijo za to boleznijo, lahko občutijo vneto grlo, šibkost, zvišano telesno temperaturo in otekle žleze. Način prenosa je stik od osebe do osebe preko dihalnih kapljic (tj. kašljanje ali kihanje), redkeje pa z dotikom odprtih ran ali kontaminiranih površin. Če se ne zdravi, lahko toksin davice pride v krvni obtok in povzroči poškodbe ledvic, živcev in srca. Izjemno redki zapleti vključujejo zadušitev in delno paralizo. Cepivo DTaP učinkovito preprečuje bolezen in je v ZDA obvezno za sodelovanje v javnem izobraževanju in nekaterih poklicih (veljajo izjeme).

## Patogeneza
Na območjih, kjer je davica endemična, je C. diphtheriae v nazofaringealnih prehodih pogosta. Njegov eksotoksin se absorbira v krvi, kar posledično poškoduje srce, ledvice in živčne celice z blokiranjem sinteze beljakovin. Toksigeni sevi pri občutljivih posameznikih lahko povzročijo bolezen z razmnoževanjem in izločanjem toksina davice v kožne ali nazofaringealne lezije. Difterična lezija je pogosto prekrita s psevdomembrano, sestavljeno iz fibrina, bakterijskih celic in vnetnih celic. Davični toksin se lahko proteolitično razcepi na dva fragmenta - N-terminalni fragment A (katalitična domena) in fragment B (transmembranska in receptorska vezavna domena). Fragment A katalizira NAD+-odvisno ADP-ribozilacijo faktorja elongacije 2, s čimer zavira sintezo beljakovin v evkariontskih celicah. Fragment B se veže na receptor celične površine in olajša dostavo fragmenta A v citosol.

## Občutljivost
Bakterija je občutljiva na večino antibiotikov, kot so penicilini, ampicilin, cefalosporini, kinoloni, kloramfenikol, tetraciklini, cefuroksim in trimetoprim.

## Genetika
Genom C. diphtheriae je sestavljen iz enega kromosoma 2,5 Mbp brez plazmidov. Genom kaže izjemno pristranskost v sestavi, saj je v G+C v bližini izvora opazno višji kot na koncu.